# Ďurková
Ďurková (Hongaars: Györkvágása) is een Slowaakse gemeente in de regio Prešov, en maakt deel uit van het district Stará Ľubovňa.
Ďurková telt 260 inwoners.